# Menophra humeraria
Menophra decorata es una especie de polillas perteneciente a la familia Geometridae, descrita por primera vez por el entomólogo suizo Frederic Moore en 1867, con distribución en India. Es la especie tipo del género Ephemerophila, considerado sinonimia de Menophra, el holotipo del cual fue descrito en las Montañas Khasi, Meghalaya (India).